# Z-34号驱逐舰
Z-34号（德語：Z 34）是纳粹德国海军于1940年代初建造的七艘1936A（动员）型驱逐舰之一。它自1941年1月15日开始在不来梅的德希马格威悉船厂铺设龙骨，1942年5月5日下水，至1943年6月5日交付使用。完工后，该舰于1944年全年都在挪威水域度过，并在英国飞机空袭提尔皮茨号战列舰期间两度被炸伤。当德国人自10月开始从挪威北部撤离时，Z-34号又为运兵船队提供护航。1945年初，它曾与两艘姊妹舰一同转移到波罗的海，并参加了1月28日的行动，当时它们在挪威海岸遭两艘英国轻巡洋舰拦截。该舰在战斗中只受到轻微损伤，三艘驱逐舰都得以全身而退。在接下来的几个月里，Z-34号主要担任护送撤离船队和德国巡洋舰以及炮击苏联阵地的任务。它于4月中旬被苏联鱼雷严重击伤，不得不被拖曳回港口接受紧急维修。但该舰仍能够于5月初将一群难民和被切断的部队带到丹麦。战争结束时，Z-34号在德国向盟军投降，并在后者对幸存的纳粹军舰进行分配过程中被移交美国。但由于此前的鱼雷损伤仍未完全修复，它于1946年初被美国人凿沉在斯卡格拉克海峡。

## 设计
1936A（动员）型驱逐舰较此前的1936A型略大，武器装备也更重。其水线长和全长分别为121.9米和127米，有12米的舷宽以及最大4.62米吃水深度；舰只的设计排水量为2,657吨，满载时则可达3,691吨。它由两台改良型瓦格纳-德希马格齿轮传动蒸汽轮机提供动力，各负责驱动一副直径为3.30米的三叶螺旋桨。过热蒸汽则由六台瓦格纳水管锅炉供应，其运行压力为70標準大氣壓（7,093千帕斯卡），温度450℃。动力装置可输出70,000匹軸馬力（52,000千瓦特）的功率，使该舰的设计航速达到36節（67每小時）；并得益于最多825吨的燃料油贮量，它还能够以19節（35每小時）的速度的巡航2,950海里（5,460）。舰只的标准船员编制为11－15名军官和305－321名水兵；若担任区舰队旗舰，则可额外配备4名军官和19名水兵。
舰只的主炮为五门150毫米45倍径36式鱼雷艇炮，其中两门安装在前部的双联装炮塔上，另外三门安装在主舰艛后部配备炮挡的单装炮座上。该舰的防空武器则由安装在与后部烟囱并排的一对双联装炮座上的四门37毫米42式全自动高射炮和十门20毫米38式高射炮（分别安装在两个四联装和两个单装炮座中）组成。此外，Z-34号还在水上部分的两个四联装动力操纵式底座上装备有八具533毫米鱼雷发射管，每个底座均各配备一对可装填鱼雷。后甲板可安装四个深水炸弹发射器和水雷导轨，最大容量为60枚水雷。作为探测潜艇的工具，舰上也搭载有一套称为“群听装置”的被动式水听器，并可能安装有一套主动式声纳系统。在舰桥顶部则配备了FuMo-24/25型雷达以及FuMB-3“巴厘”型和FuMB-4“萨摩斯”型雷达探测器。

### 改动
Z-34号于1944－1945年的改装过程中安装了一台FuMO-63“霍恩特维尔”型雷达代替艉部探照灯。在1945年3月31日之前则加装了两座86毫米高爆火箭弹发射器。到战争结束时，该舰的防空武器包括一至三门40毫米、六门37毫米和十六门20厘米炮。

## 历史
Z-34号最初是作为1938B型驱逐舰于1939年6月28日从不来梅哈芬的泽贝克船厂订购（建造序列为666），但战争海军在同年9月19日取消了订单，改为1936A（动员）型驱逐舰向不来梅的德希马格威悉船厂重新订购，建造序列为1004。它自1941年1月15日开始铺设龙骨，次年5月5日下水。由于战时人力和材料短缺，建造速度减慢，该舰直到1943年6月5日才在海军少校卡尔·黑茨的指挥下交付使用，同一天入列第4驱逐区舰队服役。
完成战备训练后，Z-34号于1943年11月1日驶往挪威，六天后在当地与第4区舰队主体会合。在次月25日的“东线行动”中，它被编入第一战斗集群（Kampfgruppe I），成为战列舰沙恩霍斯特号的护航舰之一，试图拦截驶往苏联的英国JW-55B号护航船队。但为了增加拦截船队的机率，所有护航驱逐舰都在第二天分离，因此并未参加随后的北角海战，而是于27日返回阿尔塔峡湾。该舰于1944年全年都留在了挪威的北极水域，以保卫受损的战列舰提尔皮茨号。在英国人于7月17日和8月29日发动的两轮空袭中，Z-34号都被击伤；在后一次袭击中，其船员还帮助扑灭了油轮C·A·拉尔森号（SS C. A. Larsen）船上的大火。从10月开始，它又在“北极光行动”期间，为从芬兰和挪威北端的冰洋战线撤退的船队提供保障护航。12月1日，该舰将一艘受损的运兵船拖抵哈默费斯特，然后继续前往特罗姆瑟，于11日开始在当地接受改装。1945年1月22日，Z-34号还与姊妹舰Z-31号和Z-38号一起在马格尔岛、拉峡湾和布赖海峡等地布设了雷区。
1945年1月25日，这三艘驱逐舰离开特罗姆瑟前往波罗的海。三天后，它们在松恩峡湾附近遭到一支英国分舰队拦截，其中包括轻巡洋舰王冠号和毛里求斯号。在由此引发的1月28日行动中，Z-31号受到严重破坏，而轻微受损的Z-34号则对巡洋舰进行了数次徒劳的鱼雷攻击，以掩护Z-31号撤退。在撤退的过程中，速度更快的驱逐舰放出烟幕，超过了巡洋舰，并在德军海岸炮的掩护下躲进阿斯普峡湾。随后，它们穿过沿海水域到达卑尔根，Z-34号和Z-38号于当天傍晚重新起航，至2月1日抵达基尔。由于在交战中只受到轻微损坏，Z-34号得以于2月3日将200名炮兵从基尔运送到戈滕哈芬， 并于5日被编入驻波罗的海的第二战斗集群。一周后，它护送装甲舰舍尔将军号炮击了弗劳恩堡附近的苏军阵地，以支援己方第4集团军。接下来的几个月里，该舰还从科尔贝格撤离难民，护送舍尔将军号、吕措号和重巡洋舰欧根亲王号执行炮击任务，并亲自炮击了迪芬诺夫和托尔克米特。在前一次行动中，Z-34号共录得摧毁十二辆坦克和四门反坦克炮的战绩。它于3月29日被苏联飞机轻微击伤。两天后，该舰又成为第一艘用火箭弹攻击敌机的德国舰艇。
4月初，Z-34号护送远洋客轮德国号和比勒陀利亚号前往丹麦哥本哈根，两艘客轮上载有约17,000名难民。它于4月4日开始在斯维讷明德接受短暂的改装，后于10日炮击了格罗森多夫附近的苏军阵地。在奥克斯赫夫特与苏联海岸炮进行炮斗期间，该舰的一枚150毫米炮弹在炮管中过早引爆，摧毁了火炮。Z-34号遂从已退役的姊妹舰Z-33号舰上取下同一款武器作为替代。随后，在完成另一次护航任务返回黑拉时，它于4月15日至16日夜间遭到两艘苏联鱼雷快艇的攻击。该舰成功规避了其中一枚鱼雷，却被另一枚击中。这一击导致艉部轮机舱进水，使两台涡轮机双双失效、所有动力中断，且舰身向左舷倾侧。翌日，Z-34号在漂流过程中又遭到苏联飞机的袭击，一枚防空火箭在甲板上引爆，炸死8名船员、炸伤14人。它被T-36号鱼雷艇和M-204号扫雷艇拖至斯维讷明德，在当地接受紧急维修。该舰还装备了从吕措号残骸中取下的武器，使其轻型防空武器得到增强。5月4日，Z-34号最后一次满载着难民抵达哥本哈根，继而于10日在基尔被英国警卫司令部强占。
Z-34号随后被押运至威廉港，但由于被鱼雷击中后的维修状况不佳，盟军三国海军委员会无意将它像其他幸存的德国海军舰艇一样，作为战利品分配予各战胜国。该舰被移交美国海军处置，后者将其填满化学武器，于1946年3月26日将其凿沉在斯卡格拉克海峡。

## 脚注
1. ↑  Koop & Schmolke，第27頁.
2. 1 2 3  Gröner，第79頁.
3. ↑  Whitley，第68, 71–72, 201頁.
4. ↑  Sieche，第234頁.
5. ↑  Koop & Schmolke，第40頁.
6. ↑  Koop & Schmolke，第35, 40頁.
7. ↑  Koop & Schmolke，第24–25頁.
8. ↑  Whitley，第34頁.
9. ↑  Koop & Schmolke，第24頁.
10. 1 2 3  Whitley，第172頁.
11. 1 2 3  Koop & Schmolke，第115頁.
12. ↑  Rohwer，第365, 372, 388頁.
13. ↑  Rohwer，第387頁.
14. ↑  Whitley，第188頁.
15. ↑  Koop & Schmolke，第40, 115頁.
16. ↑  Whitley，第188–189頁.
17. ↑  Whitley，第194頁.